# العليقات
قرية العليقات هي إحدى القرى التابعة لمركز قوص في محافظة قنا في جمهورية مصر العربية. حسب إحصاءات سنة 2006، بلغ إجمالي السكان في العليقات 18185 نسمة، منهم 8873 رجل و9312 امرأة.